# Sollevamento pesi ai Giochi della XXX Olimpiade - 69 kg femminile
Le gare di sollevamento pesi della categoria fino a 69 kg femminile dei giochi olimpici di Londra 2012 si sono svolte il 1º agosto 2012 presso l'ExCeL Exhibition Centre.

## Programma
Tutti gli orari sono British Summer Time (UTC+1)
| Data                      | Ora   | Gruppo   |
| ------------------------- | ----- | -------- |
| Mercoledì, 1º agosto 2012 | 12:30 | Gruppo B |
| Mercoledì, 1º agosto 2012 | 15:30 | Gruppo A |

## Record
Prima della competizione, i record olimpici e mondiali erano i seguenti:
| Record mondiale | Strappo | Liu Chunhong Cina | 128 kg | 13 agosto 2008 Pechino, Cina |
| Record mondiale | Slancio | Liu Chunhong Cina | 158 kg | 13 agosto 2008 Pechino, Cina |
| Record mondiale | Totale  | Liu Chunhong Cina | 286 kg | 13 agosto 2008 Pechino, Cina |
| Record olimpico | Strappo | Liu Chunhong Cina | 128 kg | 13 agosto 2008 Pechino, Cina |
| Record olimpico | Slancio | Liu Chunhong Cina | 158 kg | 13 agosto 2008 Pechino, Cina |
| Record olimpico | Totale  | Liu Chunhong Cina | 286 kg | 13 agosto 2008 Pechino, Cina |

Durante l'evento tali record non sono stati migliorati.

## Risultati
| Pos. | Atleta                        | Gruppo | Peso  | Strappo (kg) | Strappo (kg) | Strappo (kg) | Strappo (kg) | Slancio (kg) | Slancio (kg) | Slancio (kg) | Slancio (kg) | Totale |
| Pos. | Atleta                        | Gruppo | Peso  | 1            | 2            | 3            | Risultato    | 1            | 2            | 3            | Risultato    | Totale |
| ---- | ----------------------------- | ------ | ----- | ------------ | ------------ | ------------ | ------------ | ------------ | ------------ | ------------ | ------------ | ------ |
|      | Rim Jong-sim (PRK)            | A      | 68,22 | 111          | 115          | 117          | 115          | 142          | 146          | 146          | 146          | 261    |
|      | Anna Nurmukhambetova (KAZ)    | A      | 68,71 | 110          | 115          | 117          | 115          | 136          | 140          | 140          | 140          | 251    |
|      | Ubaldina Valoyes-Cuesta (COL) | A      | 68,98 | 108          | 111          | 113          | 111          | 130          | 135          | 135          | 135          | 246    |
| 4    | Huang Shih-hsu (TPE)          | A      | 68,45 | 110          | 115          | 115          | 110          | 130          | 130          | 131          | 131          | 241    |
| 5    | Marie-Ève Beauchemin (CAN)    | B      | 68,92 | 100          | 100          | 104          | 104          | 130          | 134          | 135          | 135          | 239    |
| 6    | Esmat Mansour (EGY)           | A      | 68,42 | 105          | 105          | 108          | 105          | 130          | 130          | 134          | 130          | 235    |
| 7    | Ghada Hassine (TUR)           | B      | 68,64 | 97           | 101          | 102          | 102          | 115          | 120          | 125          | 120          | 222    |
| 8    | Rosa Tenorio (ECU)            | B      | 68,72 | 95           | 95           | 100          | 95           | 115          | 115          | 120          | 115          | 210    |
| 9    | Natasha Perdue (GBR)          | B      | 67,98 | 92           | 92           | 95           | 92           | 113          | —            | —            | 113          | 205    |
| 10   | Mercy Obiero (KEN)            | B      | 67,85 | 72           | 76           | 76           | 76           | 100          | 105          | 111          | 105          | 181    |
| —    | Mun Yu-Ra (KOR)               | B      | 68,56 | 102          | 102          | 102          | —            | —            | —            | —            | —            | —      |
| DSQ  | Roxana Cocoș (ROU)            | A      | 68,00 | 108          | 111          | 113          | 113          | 138          | 143          | 146          | 143          | 256    |
| DSQ  | Maryna Škermankova (BLR)      | A      | 68,21 | 108          | 113          | 117          | 113          | 135          | 140          | 143          | 143          | 256    |
| DSQ  | Dzina Sazanavec (BLR)         | A      | 68,49 | 108          | 113          | 115          | 115          | 136          | 136          | 141          | 141          | 256    |
| DSQ  | Meline Daluzyan (ARM)         | A      | 68,95 | 111          | 115          | 115          | 111          | 140          | 140          | 142          | —            | —      |